# Jisei no ku

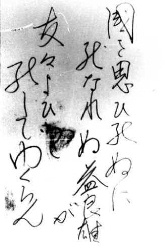
Poema de despedida de Kuroki Hiroshi, un soldado japonés que murió en un accidente de submarino el 7 de septiembre de 1944.

Un poema de despedida (辞世の句 jisei no ku?) es un poema escrito poco antes de la muerte de su autor. Es una tradición entre las personas alfabetizadas de varias culturas, especialmente en la cultura de Japón.
Se trata de un género de poesía que se desarrolló en las tradiciones literarias de las culturas del este asiático, principalmente en Japón, así como en ciertos periodos de la historia de China y en Corea durante la dinastía Joseon.